# Microthamnium
Microthamnium là một chi rêu trong họ Hypnaceae.